# Glottolog
Glottolog是紀錄世界上鲜有人知的语言的一个目录学数据库，起初由位于德国莱比锡的马克斯·普朗克进化人类学研究所創建，2015年起改由位於耶拿的馬克斯·普朗克人類歷史科學研究所（德語：Max-Planck-Institut für Menschheitsgeschichte）負責。“Glottolog”一名来源于德语“Languoid catalogue”两个单词，意思是“语言目录”。它与民族语數據庫有些正面的不同点：Glottolog仅仅只接纳编辑者能够证实存在且存活的语言；它仅仅只将被证实有效的语言进行归类。
Glottolog的2.2版本于2013年在网络上以知识共享许可协议释出。其2.4版本于2015年出版。